# Tiszacsege
Tiszacsege é uma cidade da Hungria, situada no condado de Hajdú-Bihar. Tem 136,4 km² de área e sua população em 2019 foi estimada em 4.713 habitantes.